# Codex Tro-Cortesianus

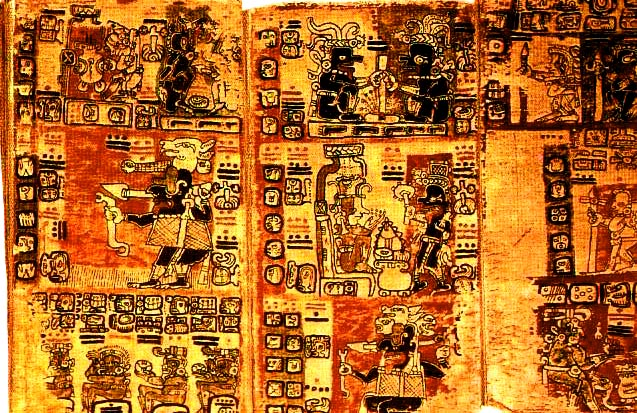
Seiten des Codex Tro-Cortesianus

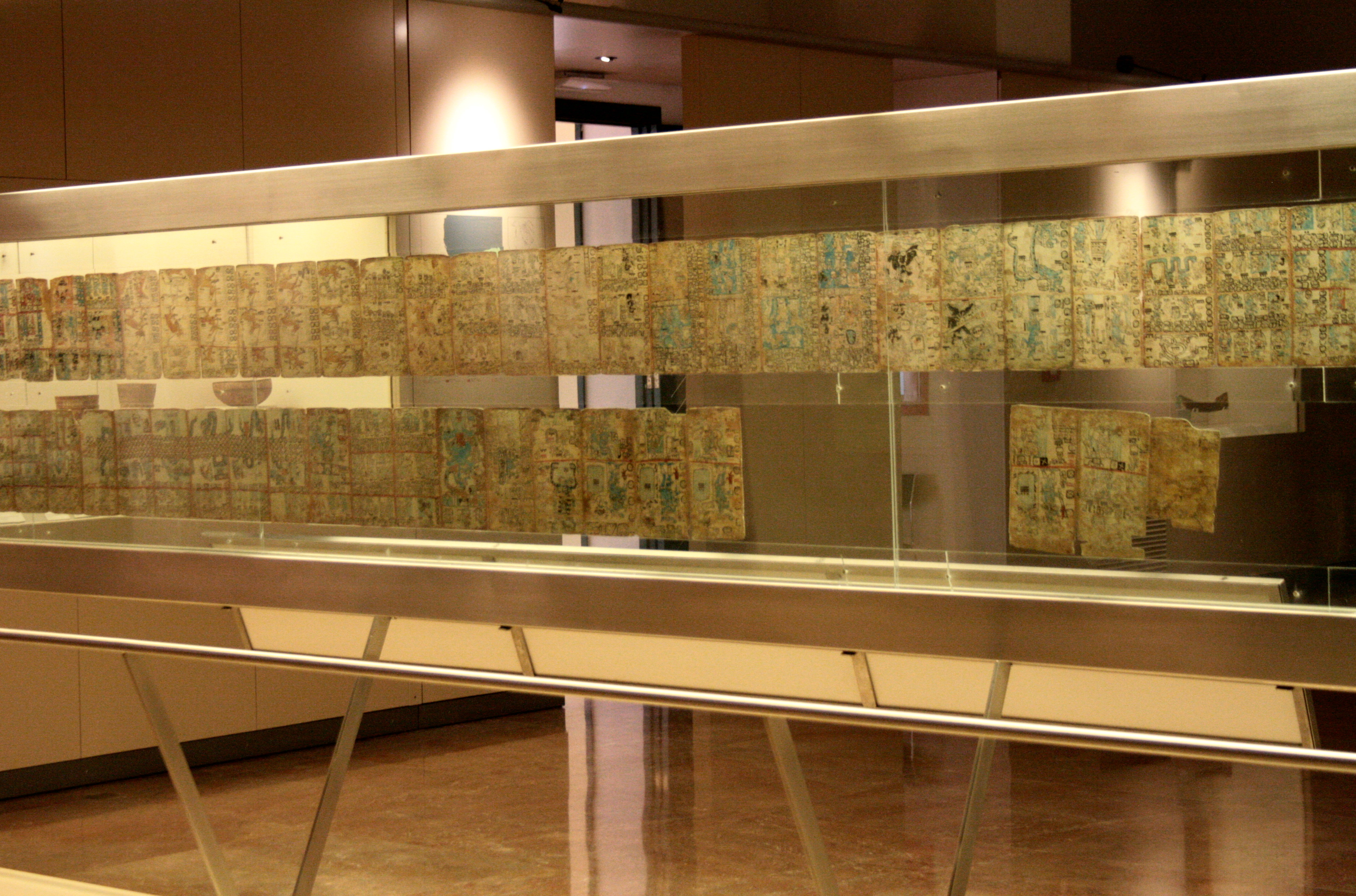
Reproduktion des Codex Tro-Cortesianus im Museo de América

Der Codex Tro-Cortesianus (auch Codex Madrid) ist ein berühmtes Manuskript in der Maya-Schrift, das wahrscheinlich im frühen 16. Jahrhundert vor der spanischen Eroberung Mittelamerikas angefertigt wurde. Es wird heute im Museo de América in Madrid aufbewahrt.

## Physische Beschreibung
Der Kodex ist ein Faltbuch mit 112 Seiten (56 Blättern) aus Amatl-Papier, welches zusätzlich mit einer feinen Stuck-Schicht überzogen wurde. Bei einer Seitenhöhe von 22,6 Zentimetern und 6,82 Meter Länge ist er damit die längste der vier Maya-Codices, die erhalten geblieben sind. Die anderen drei Manuskripte sind der Dresdner Kodex (Codex Dresdensis), der Pariser Kodex (Codex Peresianus) sowie der (früher umstrittene) Mexiko Maya Codex (Codex Grolier).

## Provenienz

### Entdeckungsgeschichte
Die Handschrift wurde in den 1860er Jahren in zwei Teilen an unterschiedlichen Orten in Spanien entdeckt. Ein Teil, der Codex Troanus, befand sich im Besitz von Juan de Tro y Ortolano und umfasste die Seiten 22 bis 56 und 78 bis 112. Der andere Teil, der Codex Cortesianus, enthielt die übrigen Seiten. Erst 1880 erkannte der französische Forscher Léon de Rosny, dass es sich bei beiden Codices um Teile ein und derselben Handschrift handelte. Statt der älteren Bezeichnung „Codex Tro-Cortesianus“ wird heute nur noch vom „Codex Madrid“ gesprochen.

### Ursprüngliche Herkunft
Unter den klar erkennbaren Kalender-Daten im Codex Madrid lässt sich auf Seite 5 die Erwähnung einer Sonnenfinsternis im Jahre 722 ausmachen, die auch in (zeitgenössischen) Stein-Inschriften der Klassischen Maya-Kultur sowie dem Dresdener Codex verzeichnet ist. Die meisten Daten fallen jedoch in das 15. Jahrhundert, das letzte Datum entspricht dem Jahre 1503. Auch der Vergleich der dargestellten materiellen Kultur (Keramiktrommeln oder Rasseln, die zu rituellen Zwecken verwendet wurden) erbrachte eine exakte Übereinstimmung mit archäologischen Artefakten des 15. Jahrhunderts.
Zu einem späteren Zeitpunkt wurde auf Seite 56 (vermutlich zu Reparaturzwecken) ein mehrfach gefaltetes Stück europäischen Papiers eingefügt, welches sich aufgrund des noch erkennbaren Inhalts und des verwendeten Handschriftentyps in das späte 16. Jahrhundert einordnen lässt. Es wird derzeit vermutet, dass das Manuskript um 1600 von dem spanischen Priester Pedro de Sánchez y Aguilar im Nordwesten der Halbinsel Yukatan aus dem Besitz eines Maya-Priesters beschlagnahmt wurde und dann mit dem Besuch Sánchez de Aguilars in Madrid 1618 an den spanischen Königshof gelangte.

## Inhalt
Die Madrider Handschrift enthält Tabellen, Anweisungen für religiöse Zeremonien, Almanache und astronomische Tabellen (Venustafeln). Sie erlaubt Einblicke in das religiöse Leben der Maya. Sie enthält einen Abschnitt von elf Seiten, der sich mit Bienenzucht beschäftigt. Zahlreiche Abbildungen zeigen religiöse Praktiken, Menschenopfer und viele Alltagsszenen wie Weben, Jagen und Kriegsführung. Vermutlich wurde das Buch für astrologische Weissagungen verwendet und erlaubte die Festlegung der besten Saat- und Erntedaten und des Zeitpunkts für Opferrituale.

## Kulturelle Bedeutung
Die stilistischen und inhaltlichen Abweichungen innerhalb des Madrider Codex, die sich gegenüber den älteren, vermeintlich „ursprünglicheren“ Codices in Paris und Dresden nachweisen lassen, wurden früher als verwässertes Produkt einer dekadenten Epoche gedeutet, in der die traditionelle Maya-Kultur bereits vor der Ankunft der Spanier im Sterben lag. Die neuere Forschung betont dagegen durchgehend den synkretistischen und somit durchaus dynamischen Charakter des Manuskripts. Zum einen zeigt sich dies an der engen Anlehnung an die zentralmexikanischen Codices der Borgia-Gruppe des 15. Jahrhunderts. Zum anderen beweist die Hinzufügung eines europäischen Textes auf S. 56 (ob nun aus rein praktischen oder religiösen Gründen), dass traditionelle Texte noch lange nach der vermeintlichen Eroberung und Missionierung Yukatans aktiv verwendet wurden und parallel zur spanisch dominierten Kolonialkultur Bestand hatten.